# Villeneuve-en-Retz
Villeneuve-en-Retz község Franciaország Loire mente régiójában, Loire-Atlantique megyében. Új községként 2016. január 1-jén jött létre Bourgneuf-en-Retz és Fresnay-en-Retz község egyesítésével. A korábbi községek egyesülésekor az új község lélekszáma 4823 fő lett. Lakosainak száma 5004 fő (2022. január 1.).

## Népesség
| Lakosok száma | 4929 | 4911 | 4962 | 5013 | 5003 | 5004 |
|               | 2017 | 2018 | 2019 | 2020 | 2021 | 2022 |